# Dennis Rader
Dennis Lynn Rader, (født 9 marts, 1945) er en amerikansk seriemorder, som har myrdet 10 mennesker i Sedgwick County, Kansas, USA, i perioden 1974 til 1991. Han er kendt som BTK killer (eller BTK Strangler), hvilket står for "Bind, Torture and Kill," (Bind, Torturer og Dræb), hvilket beskriver hans fremgangsmåde. Kort tid efter mordene modtog politiet og de lokale medier breve fra BTK killer, som pralede med morderne og kendskab til detaljer ved mordene. Efter en lang pause i brevene begyndte de igen i 2004, hvilket ledte til hans anholdelse og senere domfældelse.

## Barndom
Dennis Rader var den ældste af 4 brødre 
Han er søn af William Elvin og Dorothea Mae (født Cook) Rader. Han voksede op i Wichita og tog afgangseksamen ved Riverview School, og senere gennemførte han gymnasiet. Ifølge flere rapporter, og sin egen tilståelse, var han allerede som barn dyremishandler.
Rader gik på Kansas Wesleyan University i tiden 1965–1966 og var 4 år i U.S. Air Force, fra 1966 til 1970, hvor han var udstationeret i blandt andet Texas, Okinawa, Sydkorea, Alabama, Grækenland og Tyrkiet.
Da han vendte tilbage til USA, flyttede han til Park City, en forstad lidt nord for Wichita. Han arbejdede for en tid i slagterafdelingen i Leekers IGA supermarked, hvor hans mor var ansat som bogholder.

## Personlige liv
Han blev gift med Paula Dietz den 22. maj 1971, og de har to voksne børn sammen. Han gik på Butler County Community College (fagskole) i El Dorado, hvor han bestod en eksamen i elektronik i 1973. Han begyndte samme efterår på Wichita State Universitya, hvor han bestod i 1979, med en bachelor i Retsplejeloven.
Fra 1972 til 1973 arbejdede Rader som montør for Coleman Company, et campingudstyrsfirma, ligesom to af BTKs tidlige ofre havde gjort. Derefter arbejdede han en kort tid i 1973 for Cessna, som er et firma der bygger fly. Fra november 1974 og frem til han blev fyret i juli 1988, arbejdede Rader for et firma (ADT Security Services), som solgte og installerede alarmsystemer til forretninger. I den tid Rader var ansat der,
havde han forskellige stillinger, blandt andet som installationsmanager. Man går ud fra at det var her han lærte, at afbryde folks tyverialarmer.
Rader var folketællingtilsynsførende for Wichita-området i 3 måneder, i 1989, i forbindelse med folketællingen i 1990 i USA.
I 1991 blev Rader ansat som tilsynsførende ved Compliance Departement (vedligeholdelsesafdelingen) i Park City, en afdeling med flere forskellige funktioner, blandt andet dyrekontrol, zoneinddeling, boligforhold, generelt set at håndhæve og undersøge forskellige utålelige sager. I denne position, sagde naboer, at Rader var overivrig og ekstrem streng: en nabo klagede over aflivning af hendes hund uden grund. Den 2. marts 2005, opsagde Park City Boligforening Rader, fordi han ikke var mødt på arbejde eller gav besked om udeblivelse. Rader var blevet anholdt for mord 7 dage tidligere.